# 9.ª División Panzer SS Hohenstaufen
La 9.ª División Panzer SS Hohenstaufen (en alemán denominada 9. SS-Panzer-Division "Hohenstaufen") fue una unidad de las Waffen SS de la Alemania nazi que combatió en la Segunda Guerra Mundial en todo el Teatro de operaciones europeo (tanto el Frente de Europa Occidental como el Frente Oriental), desde su creación en 1942, hasta el final de la guerra en Europa el 8 de mayo de 1945.

## Historial militar

### Formación
La unidad se constituyó en diciembre de 1942 y fue enviada a Francia, en concreto a Maille le Camp, para su adiestramiento, finalizado en la primavera de 1944.

### Frente Oriental
Como consecuencia de la situación que se presentaba en Rusia meridional, con el cerco del I Ejército Panzer, el OKW decidió el envío del II. SS-Panzerkorps (II Cuerpo Panzer SS) para intentar liberar a ese ejército del cerco en el que había caído: a pesar de la inferioridad con que se enfrentaron a las unidades del Ejército Rojo, la "Hohenstaufen" y la 10.ª División Panzer SS Frundsberg consiguieron abrir y mantener un corredor, contactando con la 6.ª División Panzer, del I Ejército Panzer, en las cercanías de Búchach, con lo que de este modo pudo escapar al cerco la mayoría de las unidades del I Ejército Panzer.
Tras esta primera exitosa operación en el Frente Oriental, la División fue enviada más al norte, para liberar esta vez a un conjunto de tropas cercadas en la ciudad de Tarnopol; aunque esta vez no lo lograron, debido no solo a las duras condiciones climatológicas, sino también a la férrea y tenaz resistencia de las tropas rusas.
Durante los meses siguientes, la División pasó a formar parte de las reservas del Grupo de Ejércitos del Norte de Ucrania, permaneciendo bajo dependencia de éste hasta el 12 de junio de 1944, cuando fue trasladada urgentemente a Francia, concretamente a Normandía, a causa del desembarco en Normandía de los ejércitos de los Aliados.

### Frente Occidental

#### Batalla de Normandía
De todos modos, no fue hasta finales de ese mes, el 26 de junio, cuando la "Hohenstaufen", tras ser constantemente hostigada por la aviación aliada mientras se aproximaba a la línea del frente, pasó a establecer contacto con las tropas británicas que combatían ante la ciudad de Caen. Respecto de la dureza de los combates, da idea el hecho de que, tras haber perdido a 1.200 hombres entre muertos, heridos y desaparecidos, la división tuvo que ser transferida, el 8 de julio, a la reserva del ejército alemán.
No obstante, este período de descanso fue de corta duración, al estar los hombres de las SS empeñados en combates en la zona de Eterville, Maltot y de la estratégica colina 112, que sería recuperada y perdida en varias ocasiones en las semanas siguientes. La "Hohenstaufen" entró en acción el 12 de julio conjuntamente con la artillería de la 10.ª División Panzer SS Frundsberg. El 16 de julio sus unidades de vanguardia iniciaron el asalto a la colina 113, situada al oeste de la colina 112, para tomar de través las posiciones inglesas. Sin embargo, el inicio de la ofensiva del Ejército Británico junto con los canadienses el 18 de julio al nordeste de Caen, que logró hundir a la exhausta línea defensiva alemana, forzaron a la división "Hohenstaufen" a suspender su ofensiva. El 25 de julio la división fue llamada nuevamente al frente, siendo desplegada al sur de Caen, donde la línea de la 272.ª División de Infantería alemana había empezado a no poder sostener su posición.
Durante las semanas siguientes se decidió reorganizar el despliegue de las unidades alemanas, y el 1 de agosto de 1944 la división pasó a formar parte del II Cuerpo de Ejército Panzer SS que combatía en la zona de Bény-Bocage. En los días siguientes tuvieron lugar duros combates contra la vanguardia del Ejército británico, que no lograron frenar el avance de los Aliados y que obligaron a la división a retirarse en primer lugar hacia la zona de Putanges-Pont-Ecrepin y luego a Vimoutiers, para acabar en Merri y Trun (en el norte de la Bolsa de Falaise). La continua presión ejercida por las tropas aliadas acabó por provocar la total disgregación de las líneas alemanas, quedando la Hohenstaufen (como el resto del Ejército alemán) obligada a efectuar una retirada precipitada a través de toda Francia, en la que actuó como fuerza de retaguardia, con lo que sostuvo constantes combates, como en Orbec, Bourg-Achard, Duclair, Laon y Cambrai. La división fue enviada finalmente a la ciudad holandesa de Arnhem para un período de descanso, alcanzando dicha ciudad el 9 de septiembre. Tras los durísimos combates en que había participado en Normandía y la retirada por Francia, la 9.ª División Panzer SS Hohenstaufen contaba tan solo con unos 6.000-7.000 hombres, frente a los 15.898 con que contaba el 30 de junio.

#### Operación Market Garden

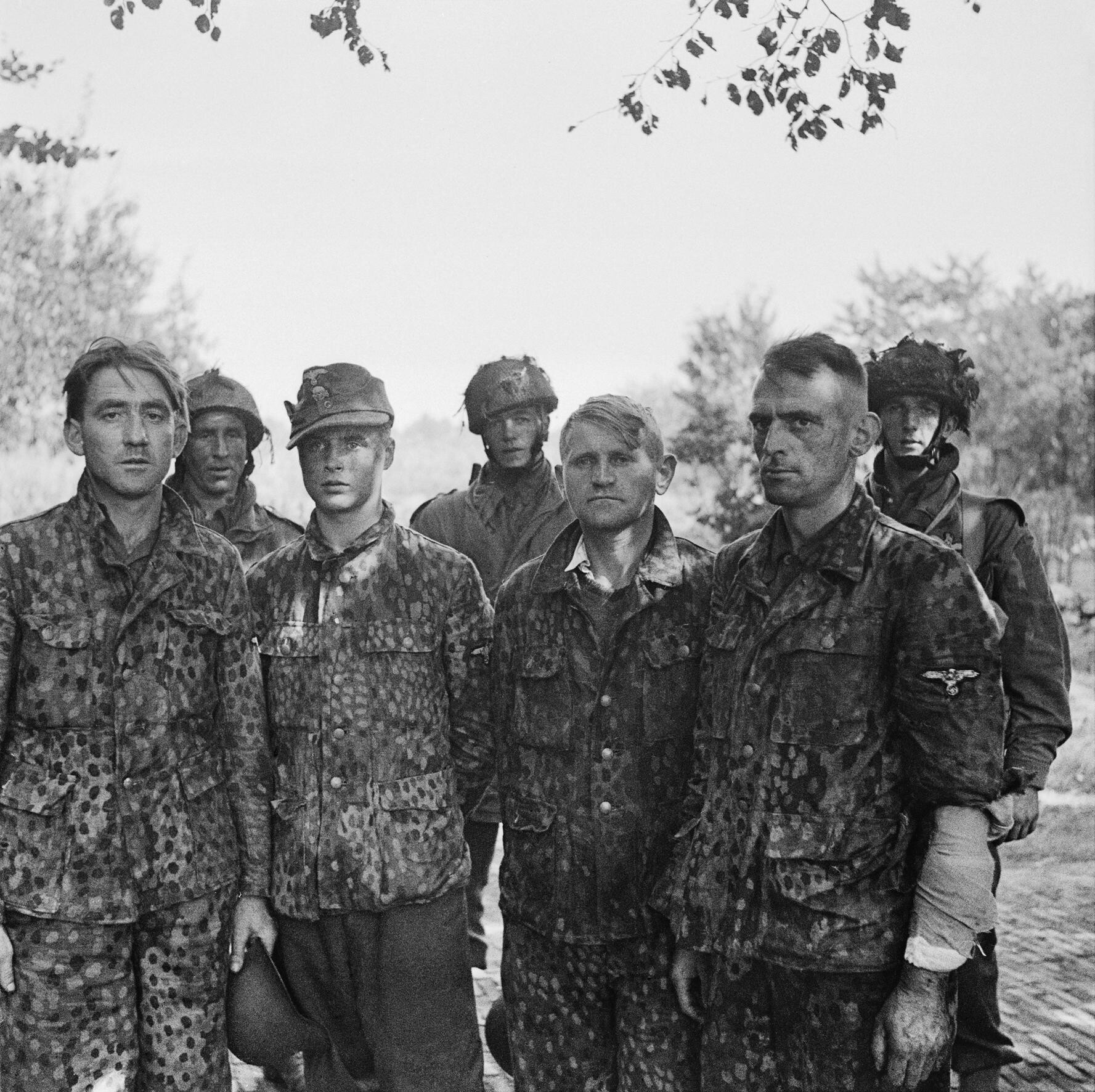
Miembros de las SS hechos prisioneros en los combates de los suburbios de Arnhem por la 1.ª División Aerotransportada británica el 18 de septiembre, en los primeros momentos de la lucha. Obsérvese la juventud de los prisioneros (algunos de 17 años de edad), así como la característica tela de camuflaje de las SS.

En el estado en que se encontraba, la División no era útil para el combate, por lo que se la retiró a un sector aparentemente tranquilo, a la ciudad de Arnhem, en Holanda, ciudad en la que existía uno de los principales puentes que atravesaban el curso bajo del río Rin.
Mientras estaba en período de descanso y recuperación en Arnhem, los aliados desencadenaron el 17 de septiembre de 1944 la Operación Market Garden, que pretendía forzar el paso del Rin por la parte inferior de su curso y la penetración a su través en Alemania. Una de las claves de la operación era la toma de la ciudad holandesa de Arnhem y del puente que cruza el río en la misma. Para el éxito de la operación se asignó al sector de Arnhem a una División paracaidista británica.
La 9.ª División Panzer SS Hohenstaufen, junto con su casi gemela 10.ª División Panzer SS Frundsberg, se encontró así metida en plena batalla y combatió, especialmente al oeste de Arnhem, contra los llamados "Diablos Rojos" de la 1.ª División Aerotransportada británica, evitando que los británicos lograsen su objetivo de establecer y consolidar una cabeza de puente en la otra orilla del Rin. Tras la primera fase de la batalla, la "Hohenstaufen" fue enviada a Oosterbeek para apoyar a las tropas alemanas del Kampfgruppe von Tettau, que se encontraban en dificultades ante los paracaidistas británicos y polacos, que habían llegado como refuerzo a la batalla, en una segunda oleada.
En la noche del 25 al 26 de septiembre, las unidades de elite aliadas (casi la totalidad de sus tropas paracaidistas) habían quedado aniquiladas, con lo que cabe considerar que el éxito alemán en Arnhem fue un logro casi exclusivamente de la "Hohenstaufen".

#### Batalla de las Ardenas

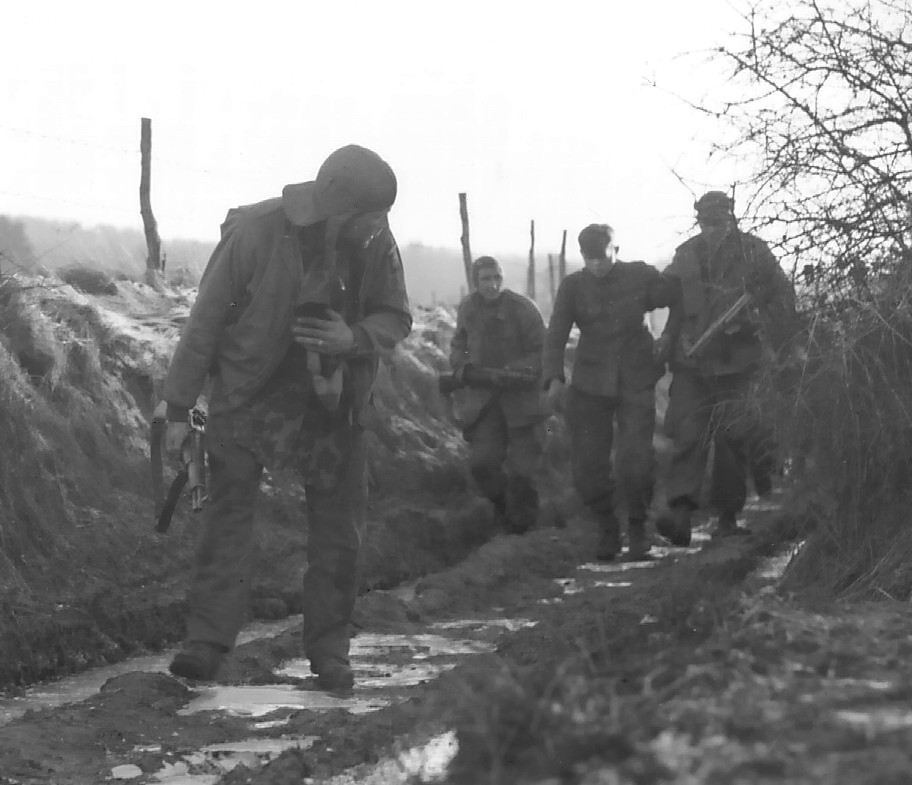
Patrulla de las SS capturada en Bra por soldados de la 82.ª División Aerotransportada, durante la batalla de las Ardenas.

Enviada de nuevo a Alemania para su reorganización, primero a Siegen y posteriormente al sector de Paderborn-Münster, le fueron agregados nuevos complementos y armamento. El 12 de diciembre, la División fue desplegada en Bad Münstereifel y mantenida en reserva ante la perspectiva de la inminente ofensiva alemana en las Ardenas, y posteriormente al sur de Blankenheim y en la zona de Stadtkyll-Jünkerath-Blankenheim. 
El 21 de diciembre, algunas unidades de la División participaron en la toma en Sankt Vith, en el marco de la batalla de las Ardenas; en dicha lucha los primeros objetivos, los pueblos de Recht y Vielsalm, fueron conquistados con facilidad, pero la creciente actividad aérea estadounidense ante la mejora de las condiciones climatológicas, logró paralizar el ataque alemán, obligando al mando divisionario a suspender el ataque y retirar la unidad a la zona de Bra y Vaux-Chavanne.
El 31 de diciembre, la División fue enviada hacia el sur, para intentar la conquista de Bastoña junto con la 12.ª División de Infantería. Siguió insistiendo en la lucha los días 3 y 4 de enero pero la supremacía aérea de los Aliados impidió las actividades alemanas, con lo que finalmente el 7 de enero Hitler ordenó la retirada tras la línea Dochamps-Longchamps y la defensa de esas posiciones a toda costa. No obstante, las posiciones designadas por el mando eran insostenibles, con lo que el 17 y 18 de enero las tropas alemanas se vieron obligadas a regresar a sus puntos de partida. Durante esta retirada, una vez más, la 9.ª División Panzer SS Hohenstaufen actuó como fuerza de retaguardia, protegiendo la retirada de otras unidades alemanas.

### Frente Oriental, de nuevo
A finales de enero, la División fue desplegada en el sector de Kaufenheim-Mayen para un período de descanso. Sin embargo, el colapso producido en el Frente Oriental obligó al OKW a destinar un cierto número de unidades a enfrentarse con la abrumadora superioridad del Ejército Rojo, con lo que la División fue enviada a Hungría para lograr la liberación de las tropas alemanas que habían quedado cercadas en Budapest (Ofensiva del Lago Balatón). A finales de febrero, las primeras avanzadas habían alcanzado Falubattyan, ya en Hungría, pero no fue posible lanzar un ataque antes del 6 de marzo. Las pésimas condiciones meteorológicas, así como la tenaz resistencia soviética, provocaron el fracaso de esta última operación ofensiva de las tropas del Tercer Reich, con lo que los restos de la "Hohenstaufen" iniciaron su retirada, pasando por Jena, Berhida, Liter, Nemesvámos, Hidekut y, finalmente, Mencseli. Durante esta retirada la División participó en durísimas luchas de retaguardia para intentar mantener abierta una vía de escape para el resto de las divisiones, las 5. SS-Panzer-Division "Wiking", 1.ª División Panzer, 3.ª División Panzer, así como para los restos de la 44.ª División de Infantería, la 44.ª División de Infantería Reichs-Grenadier-Division Hoch und Deutschmeister. La última ofensiva soviética condujo al acercamiento de la División al Reichsschutzstellung; solamente el 6 de abril, tras durísimos combates, lo que quedaba de la "Hohenstaufen" logró liberarse.

### Rendición
El final de la guerra para los hombres de la "Hohenstaufen" tuvo lugar el 26 de abril de 1945, cuando la División recibió la orden de interceptar a las tropas estadounidenses en la ciudad austriaca de Enns-Steyr-Amstetten y de bloquear su avance hasta la conclusión de las negociaciones que se empezaban a llevar a cabo para la rendición de Alemania. El 8 de mayo de 1945, lo que quedaba de la 9.ª División Panzer SS Hohenstaufen se rindió al Ejército de los Estados Unidos.

## Teatros de operaciones
- Francia (formación y entrenamiento), entre enero de 1943 y marzo de 1944
- Frente Oriental, entre abril y junio de 1944
- Frente Occidental, entre julio de 1944 y enero de 1945
- Frente Oriental, entre febrero y abril de 1945

## Estructura

### Orden de batalla
- 19. SS-Panzergrenadier-Regiment
- 20. SS-Panzergrenadier-Regiment
- 9. SS-Panzer-Regiment
- 9. SS-Panzer-Artillerie-Regiment
- 9. SS-Aufklärungs-Bataillon
- 9. SS-Panzerjäger-Bataillon
- 9. SS-Flak-Bataillon
- 9. SS-Panzer-Pioniere-Battaillon
- 9. SS-Panzer-Signal-Bataillon
- 9. SS-Sturmgeschütz-Bataillon
- 9. SS-Beobachtungs-Batterie
- 9. SS-Nachschubtruppen
- 9. SS-Medizintechnik-Unternehmen

## Comandantes
| N.º | Retrato | Comandante                                        | Desde                 | Hasta                 |
| --- | ------- | ------------------------------------------------- | --------------------- | --------------------- |
| 1   |         | SS-Obergruppenführer Wilhelm Bittrich (1894-1979) | 15 de febrero de 1943 | 29 de junio de 1944   |
| 2   |         | SS-Standartenführer Thomas Müller (1902-?)        | 29 de junio de 1944   | 10 de julio de 1944   |
| 3   |         | SS-Oberführer Sylvester Stadler (1910-1995)       | 10 de julio de 1944   | 31 de julio de 1944   |
| 4   |         | SS-Oberführer Friedrich-Wilhelm Bock (1897-1978)  | 31 de julio de 1944   | 29 de agosto de 1944  |
| 5   |         | SS-Oberführer Walter Harzer (1912-1982)           | 29 de agosto de 1944  | 10 de octubre de 1944 |
| 6   |         | SS-Oberführer Sylvester Stadler (1910-1995)       | 10 de octubre de 1944 | 8 de mayo de 1945     |

## Condecoraciones
En total fueron 12 los componentes de la División condecorados con la Cruz de Caballero de la Cruz de Hierro.